# Хайбах
Хайбах (чеч. Хьайбаха, також Хайбаха) — колишнє село в Галанчозькому районі Ічкерії.

## Опис
Хайбах з двома іншими населеними пунктами входить до складу Гехі-Чуйського сільського поселення.
До 31 грудня 2019 року Ака-Басс входив до складу Ачхой-Мартановського району, але 1 січня 2020 року його було передано в підпорядкування Урус-Мартанівського району.
Водночас Хайбах входить до складу Галанчозького району. До 1944 року — адміністративний центр Хайбахойського сільського поселення цього району.
1956 року, після відновлення Чечено-Інгуської АРСР, людям було заборонено селитися у цьому районі.

## Географія

Карта Урус-Мартанівського району з виділеним сільським поселенням Гехі-Чу. Хайбах знаходиться на півдні

Хайбах знаходиться в центрі Галанчожського району, на лівому березі річки Гехі, за 5 км на схід від Ака-Басу і 56 км на південний захід від Грозного.
Найближчі населені пункти до Хайбаха — Ялхара на північному заході, Ака-Бас на заході і Чармаха на сході.

## Історія

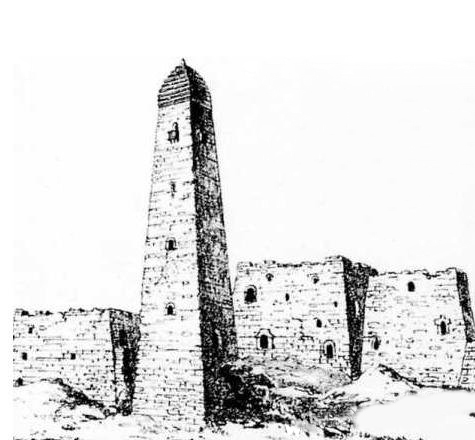
Бойова вежа в Хайбаху, 1888

На дверях бойової вежі в селі зображено петрогліф у вигляді людської руки долонею вниз.
1990 року на місці Хайбаху планувалося побудувати меморіал на честь масового вбивства, було створено фонд для збору коштів. Цьому завадили Перша і Друга чеченські війни, меморіал так і не було побудовано. 2019 року було оголошено про будівництво меморіалу.
2008 року Рамзан Кадиров назвав письменника Степана Кашурку «героєм», який «написав у своїй книзі правду про трагічну долю гірського села Хайбах», у фонді Ахмата Кадирова було закладено 200 тис. руб. на спорудження пам'ятника Кашурку.
2019 року Хайбах було названо одним із перших 7 населених пунктів Галанчожського району, які відбудували.

### Хайбахська різанина
27 лютого 1944 року жителі села Хайбаха стали жертвами геноциду та депортації чеченського та інгуського народів військами НКВС. Проте напередодні ввечері в Хайбаху та прилеглих аулах випав надзвичайно сильний сніг. У результаті радянські війська сказали жителям Хайбаху та всіх інших сіл Нашхи йти до стайні в Хайбаху, поки для них організують альтернативний транспорт. Однак стайню, наповнена соломою, було зачинено, коли всередині перебувало понад 700 людей, які не могли спуститися з гір. Після цього стайню підпалили, а всіх, хто втік із палаючої споруди, розстріляли.

## Руїни
Станом на 2020 рік в Хайбахаху лишалося кілька будівель: бойова вежа, дві житлові вежі та новозбудована мечеть. Проте, внаслідок російських військових навчань у районі Хайбаху 2005—2007 року, бойову вежу було частково зруйновано. У результаті, лише нижня половина споруди залишилася стояти, поки її не було повністю відреставровано в листопаді 2019 року У селі також залишилися фундаменти більшості колишніх будинків, а також два мусульманських кладовища.

## ЗМІ
Різанину в Хайбаху відобразили у фільмі «Наказано забути», фільм було заборонено в Росії через «недостатність доказів» того, що різанина, яку російський уряд заперечує, взагалі проводилася.